# Одноцветная крапивниковая муравьеловка
Одноцветная крапивниковая муравьеловка (лат. Myrmotherula unicolor) — вид птиц из семейства типичных муравьеловковых. Подвидов не выделяют. Эндемик юго-восточной Бразилии.

## Описание
Одноцветная крапивниковая муравьеловка достигает длины 9—10 см и массы 6—9 г. Выражен половой диморфизм. У самцов общая окраска оперения однотонного серого цвета, нижняя часть тела немного светлее; на горле есть пятно из чёрных перьев с серыми кончиками. У самок верхняя часть тела оливково-коричневая, темя и шея сероватые, верхняя часть хвоста желтовато-коричневая, крылья серо-коричневые с жёлто-коричневыми краями. Хвост рыжевато-жёлто-коричневый, горло беловатое. Нижняя часть тела оливковая, бока сероватые. 

## Распространение и места обитания
Одноцветная крапивниковая муравьеловка обитает в Атлантическом лесу на юго-востоке Бразилии от Рио-де-Жанейро до Риу-Гранди-ду-Сул. Встречается на высоте до 500 м над уровнем моря. Естественной средой обитания являются тропические или субтропические влажные низменные леса и сухие кустарниковые заросли. Добывает пищу поодиночке, парами или семейными группами, часто образует смешанные стаи. Питается насекомыми и пауками. 
Фенология размножения не описана. Гнездо в виде чашечки шириной 8 х 6 см и глубиной до 6 см, размещается в горизонтальной развилке ветвей на высоте 1—2 м от земли.